# Franz Suchomel
Franz Suchomel (né le 3 décembre 1907 à Krumlau en royaume de Bohême, alors en Autriche-Hongrie et mort le 18 décembre 1979  en Bohême) est un Allemand des Sudètes, affecté pendant la Seconde Guerre mondiale à l’Aktion T4 puis à l’Aktion Reinhardt et aux Einsatzgruppen en région Adriatique.
Reconnu coupable de complicité de meurtre de plus de 300 000 personnes lors des procès de Treblinka, il est condamné en septembre 1965 à six ans de prison. Libéré en 1967, il est interviewé (et filmé à son insu) par Claude Lanzmann pour le film Shoah, devenant l’un des visages concrets du fonctionnement des camps.

## Biographie

### Jeunes années
Suchomel naît à Krumlau, en Bohême, alors rattachée à l’empire austro-hongrois. Après avoir quitté l’école, il entre comme apprenti dans la boutique de tailleur de son père et reprend l’affaire familiale en 1936. Il effectue son service militaire dans l’armée tchèque à la fin des années 1920 et, brièvement, en 1938. Catholique pratiquant, il rejoint la même année le Sudetendeutsche Partei.
Après l’incorporation de la région des Sudètes au Troisième Reich en vertu des accords de Munich, il devient membre du Nationalsozialistisches Kraftfahrkorps (NSKK), une organisation paramilitaire du parti nazi.

### Pendant la Seconde Guerre mondiale
Engagé dans l’armée du Troisième Reich comme tailleur, Suchomel participe à la bataille de France. En mars 1941, il devient photographe au Centre d’Euthanasie de Hadamar, l’un des six centres créés par le Troisième Reich pour la mise en œuvre de « l’Aktion T4 » (mise à mort par gazage des déficients mentaux) ; il a pour tâche de photographier les victimes avant leur exécution.

### Treblinka
Comme d’autres membres du personnel de l’Aktion T4, il est transféré en août 1942 au camp d’extermination de Treblinka (qui relève de l’Aktion Reinhard) avec le rang de SS-Unterscharführer (sergent). Il est d’abord affecté au quai de débarquement où il presse les femmes vers les chambres à gaz (camouflées en douche) en leur disant : « Vite, vite, vite, Mesdames, l’eau refroidit. » Il est ensuite nommé, jusqu’au démantèlement du camp, responsable des Goldjuden, chargés de la récupération et du tri d’objets de valeur.

### Après Treblinka
Brièvement employé au camp d'extermination de Sobibor en octobre 1943, il n’y reste qu’un mois, l’Aktion Reinhard prenant fin en novembre 1943. Comme le personnel de cette Aktion est jugé « encombrant » pour la hiérarchie, il est transféré dans la zone d’opération du littoral adriatique où il opère, sous le nom de Sonderabteilung Einsatz R (unité d’action spéciale R[einhard]) ; Suchomel participe, à Trieste, à l’extermination des Juifs, la spoliation de leurs biens et la lutte contre les partisans. L’unité R tente de se retirer d’Italie vers avril 1945 et Suchomel est fait prisonnier par l’armée américaine avant d’être libéré en août 1945.

### Après la guerre
Vers 1950, Suchomel s’est établi à Altötting, en Bavière. Il a repris sa profession de tailleur et participe à cinq orchestres amateurs, ainsi qu’au chœur de l’église.
Son passé le rattrape lorsque des équipes d’enquête établissent sa participation aux crimes de guerre commis au camp de Treblinka ; il est arrêté le 11 juillet 1963 et reconnu coupable, au terme des procès de Treblinka (12 octobre 1964 - 3 septembre 1965), de complicité de meurtre d’au moins 700 000 Juifs, assauts, exécutions et pendaisons de prisonniers. Condamné à six ans de prison, Suchomel dépose également lors de l’enquête préliminaire au sujet de Franz Stangl, ancien commandant du camp, en 1970. Libéré de prison le 20 décembre 1967, il meurt à son domicile le 18 décembre 1979.

## Témoignage
En mars 1976 il accorde pour 500 DM une interview orale à Claude Lanzmann, qui le filme en secret et l'insère dans Shoah. Le texte de toute l'interview est disponible aux Archives Spielberg. Les clips vidéo sont visibles sur le site du musée du Mémorial de l'Holocauste des États-Unis et sur YouTube.
Extraits : Lorsque le 20 août 1942 environ il y arrive,
« Treblinka à cette époque tournait à plein régime... On était alors en train de vider le ghetto de Varsovie. En deux jours sont arrivés environ trois trains, avec toujours trois, quatre, cinq mille personnes, toutes de Varsovie… et comme l'offensive contre Stalingrad battait son plein, on a laissé les transports de Juifs en plan dans une gare. En plus, c'étaient des wagons français, ils étaient en tôle. Si bien que sont arrivés à Treblinka cinq mille Juifs, et parmi eux il y avait trois mille morts… Dans les autres trains en provenance de Kielce et d'ailleurs, la moitié au moins étaient morts. On les a entassés ici, ici, ici et ici. C'étaient des milliers d'humains empilés les uns sur les autres sur la rampe, empilés comme du bois. Mais aussi d'autres Juifs, vivants, attendaient là depuis deux jours, car les petites chambres à gaz n'y suffisaient plus. Elles fonctionnaient jour et nuit, en ce temps-là. »
« Juste au moment où nous passions, ils étaient en train d'ouvrir les portes de la chambre à gaz et les gens sont tombés comme des pommes de terre… On choisissait chaque jour cent Juifs pour traîner les cadavres vers les fosses. Le soir, les Ukrainiens chassaient ces Juifs dans les chambres à gaz, ou bien ils les abattaient. Chaque jour. C'était la grosse chaleur d'août. La terre ondulait – comme les vagues – à cause des gaz (des cadavres). Imaginez cela : les fosses avaient peut-être six, sept mètres de profondeur, et toutes bondées de cadavres. Une mince couche de sable, et la chaleur. Vous voyez ? C'était un enfer… L'odeur était infernale, car les gaz s'échappaient sans arrêt. Ça puait horriblement, ça puait à des kilomètres. »